# Peter de Klerk
Peter de Klerk (Pilgrim's Rest, Transvaal, 16 maart 1935 - Johannesburg, 11 juli 2015) was een Formule 1-coureur uit Zuid-Afrika. Hij reed 4 Grands Prix; de Grand Prix van Zuid-Afrika van 1963, 1965 (allebei team Alfa Romeo), 1969 en 1970 (allebei Brabham).